# Kulikovói csata

Szent Szergij megáldja Dmitrij Donszkojt a Mamajjal való csata előtt. A. Novoszkolcev festménye.

A Don-medence. A csata a folyó felső szakaszán, a feltüntetett Kraszivaja Mecsától északra zajlott.

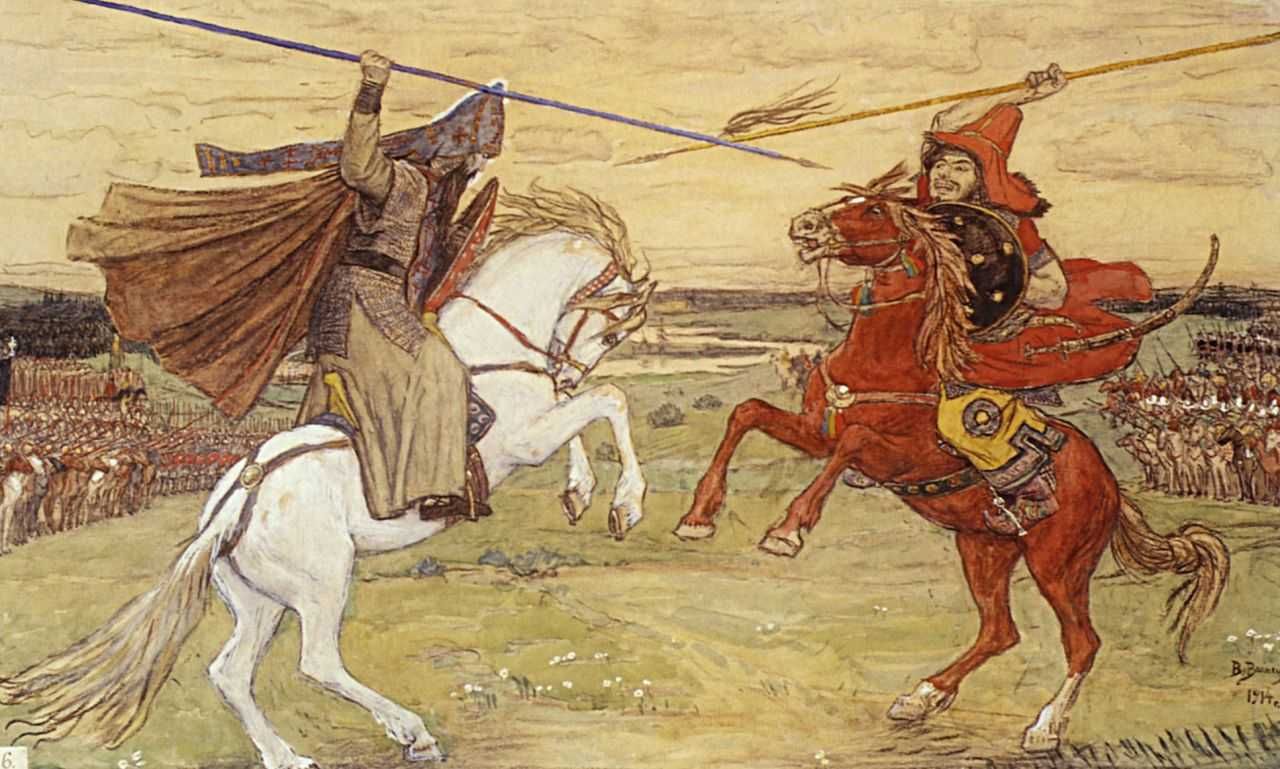
Alekszandr Pereszvet és Cselubej párbaja

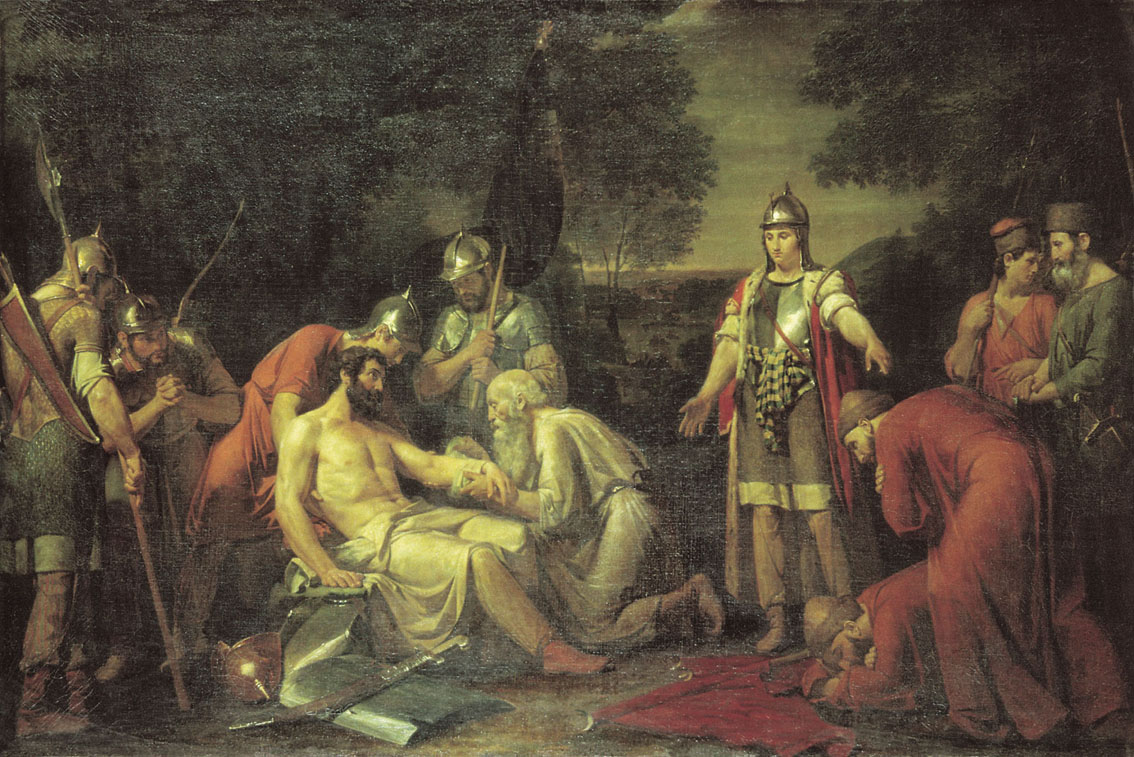
A sebesült Dmitrij Donszkoj a csata után.

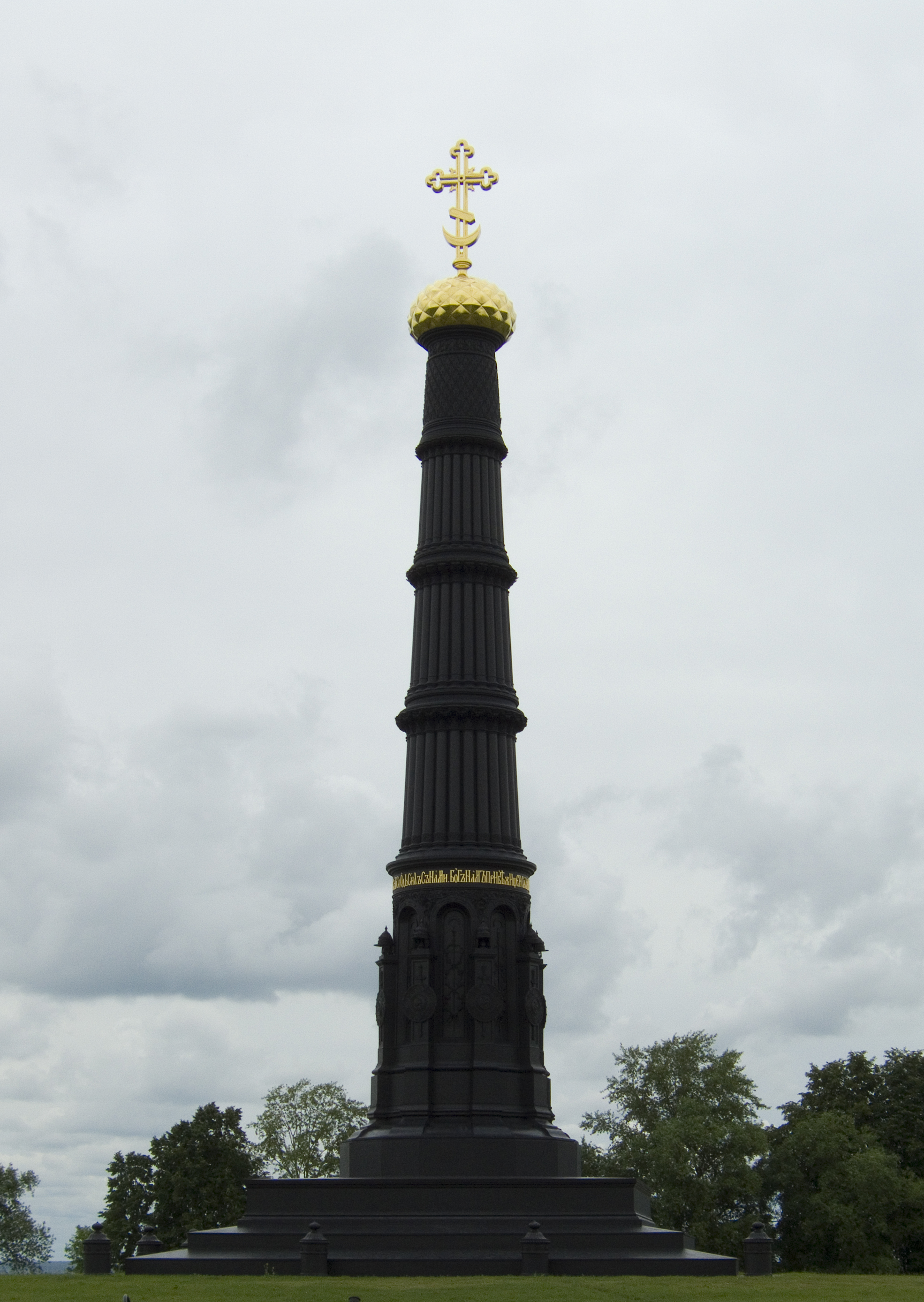
Az A. Brjullov tervei alapján készült kulikovói emlékoszlop.

A kulikovói csata 1380. szeptember 8-án zajlott az Arany Horda valamint az orosz fejedelemségek egyesült erői között, és orosz győzelemmel zárult. Bár a fejedelemségek továbbra is adót fizettek a tatároknak, az ütközet után megrendült a tatárok legyőzhetetlenségébe vetett hitük és meggyorsult a Moszkvai Fejedelemség által vezetett orosz egyesülési folyamat.

## Előzmények
A mongol hódítás után az orosz fejedelemségek az Arany Horda adófizetőivé váltak. Az 1360-as években a Horda belső válságba került, egymást váltották a kánok és a kánság jelentős területeit kiskirályként viselkedő emírek uralták. Ezek közül a legerősebb a korábbi beglerbég, Mamaj volt, aki 1367-től a fővárost, Új-Szarajt is uralma alá vonta és saját kreatúráit ültette a trónra. Eközben az eleinte Mamaj által is támogatott Dmitrij Ivanovics moszkvai fejedelem is fokozatosan megerősödött, és a kán akaratával szembeszállva megszerezte a vlagyimiri nagyfejedelmi méltóságot. 
1371-ben Mamaj a tveri fejedelemnek adta a nagyfejedelmi jarlikot, de Dmitrij ellenállt korábbi támogatójának és megtagadta a nagyfejedelemség átadását. 1375-re fegyveres fenyegetéssel rávette a tveri herceget, hogy tatárellenes szövetségre lépjen Moszkvával. 1376 tavaszán moszkvai csapatok Dmitrij Bobrok bojár vezetésével hadjáratra indultak a középső Volga-vidékre és 5000 rubelnyi hadisarcot szedtek össze Mamaj vazallusaitól.
A tatárok válaszul végigpusztították a novoszili fejedelemséget, majd 1377-ben a Pjana folyónál legyőzték Moszkva és Szuzdal harcosait. 1378-ban a moszkvaiak a Vozsa folyónál megfutamították az újabb fosztogató tatár sereget. Mamajnak ekkoriban a Fehér Horda kánjával, Toktamissal támadt konfliktusa a keleti határain és a Volga torkolatánál, de 1380-ban nagy sereget gyűjtött, hogy ezúttal személyesen számoljon le a túlzottan megerősödött orosz vazallusaival.

## Az orosz erők felvonulása
A küszöbön álló összecsapás formális oka az volt, hogy a moszkvai fejedelem megtagadta a megemelt adók megfizetését. A fejedelemségek seregeinek augusztus 15-ére Kolomnába tűzték ki a gyülekezőt. Moszkvából három hadoszlopban vonultak a harcosok, külön Dmitrij fejedelem és kísérete, külön unokatestvére, Bátor Vlagyimir szerpuhovi részfejedelem, és külön a beloozerói, jaroszlavi és rosztovi segédcsapatok. 
Az északkeleti fejedelemségek szinte mind képviseltették magukat. A Moszkvának hűséget esküdötteken kívül ott voltak a szuzdali, tveri és szmolenszki harcosok is. Már Kolomnában kialakították a hadrendet, a fősereget Dmitrij Ivanovics vezette, Bátor Vlagyimiré volt a jobbszárny, a balszárny Gleb brjanszki fejedelemé. Az elővédet a kolomnaiak alkották. A később szentté avatott Radonyezsi Szergij apát megáldotta a hadat és egy csapatnyi harcoló szerzetest küldött velük.
Mamaj időközben követeket küldött Jagelló litván nagyfejedelemhez és a Moszkvával ellenséges rjazanyi fejedelemhez is, kérve a segítségüket. Arra számítva, hogy a korábbi esetekhez hasonlóan, Dmitrij nem fog Oka folyón túl merészkedni, a Don mellett ütött tábort és szeptember 14-re tűzte ki a  litvánokkal és rjazanyiakkal való találkozót. A moszkvai herceg felismerte a helyzet veszélyességét és az Okán átkelve, a Rjazanyi fejedelemség nyugati határain gyorsan délnek indult a tatár fősereg felé, hogy megelőzze ellenségei egyesülését. Útközben kisebb renegát rjazanyi csapatok csatlakoztak hozzá, akik nem akartak a tatárok oldalán a saját népük ellen harcolni. 
Útban a Don felé csatlakozott hozzá Andrej (Andrius Algirdaitis) és Dmitrij Olberdovics (Dmitrius Algirdaitis), Jagelló fivérei, akik a moszkvai fejedelem helytartói voltak Pszkovban és Perejaszlavl-Zalesszkijben; valamint a nagy-novgorodi segédcsapatok). Az egyesült sereg hadrendjét ezután megváltoztatták, a Bátor Vlagyimir vezette jobbszárnyból lesvető tartalékot képeztek, az új jobbszárnyat pedig a pszkovi Andrej vezette.
Az egyesült orosz sereg létszámára nincsenek pontos adatok. A korabeli orosz krónikák 150- vagy akár 400 ezres hadról írnak. Az újkori orosz történészek szerint 20-50 ezer lehetett az orosz had mérte, sőt az is lehetséges, hogy a csatában mindkét oldalon csak 6-10 ezer lovas vett részt.

## Mamaj seregei
Mamaj veszélyes helyzetben volt, uralmát egyszerre érte kihívás északnyugatról orosz részről és keletről, Toktamistól. Nem engedhette meg magának a vereséget, ezért a rendelkezésére álló valamennyi sereget összegyűjtötte, ezenkívül a Krímről genovai, valamint cserkesz és alán zsoldosokat bérelt fel. Az ő hadai nagyságáról is csak becsléseink lehetnek. Korábban, a 14. század folyamán az Arany Horda 3-5 tümennyi seregeket állított ki. Bár a Vozsa folyónál szint valamennyi harcosa odaveszett, később 1385-ben Toktamis 90 ezres sereget tudott küldeni Perzsiába. Ezek alapján a tatár létszámot az egyes történészek 30-90 ezer közé teszik. 

## A csata helyszíne
A krónikák szerint a csata a Don jobb partján, a Nyeprjadva torkolatánál zajlott. A paleobotanikusok szerint ekkoriban a Nyeprjadva bal partját sűrű erdő borította, ezért az ütközet helyszínét a jobb partra, a két folyó egybefolyásának közelében feltételezik. Mivel ez is erdős vidék volt, viszont a több tízezernyi lovasnak sík területre volt szüksége, a csata helyszíne egy legalább két kilométerszer nyolcszáz méter széles tisztás lehetett. 2006-ban georadarral hat, egymástól 100-120 méter távolságra levő betemetett gödröt találtak a helyszínen, amik a feltételezések szerint az elesettek tömegsírjai lehettek, bár sem csont-, sem fémmaradványokat nem találtak bennük.    

## Előkészületek
Hogy megakadályozza ellenségei egyesülését, és elkerülje a hátbatámadást, Dmitrij Ivanovics átkelt a Don jobb partjára és szétromboltatta maga mögött a hidakat. Szeptember 7-ének estéjén az oroszok csatarendbe álltak. A krónika szerint zászlajuk vörös színű volt, rajta Krisztus arany képmásával. Középre a moszkvaiak álltak Tyimofej Veljaminov bojár vezetése alatt. A jobbszárnyat Andrej Olgerdovics, a balszárnyat pedig a jaroszlavi Vaszilij és mologi Fjodor hercegek vezették. Az arcvonal elé elővédet állítottak, és a balszárny közelében egy Don menti tölgyfaligetben Bátor Vlagyimir vezetésével egy újabb csapatot rejtettek el, hogy ha lehetőség adódik rá, csapdába csalják az ellenséget. A tatár elővéd még aznap este rábukkant az oroszokra. Dmitrij Bobrok az éjszaka folyamán egy lovascsapattal felderítésre indult és kikémlelte a tatárok helyzetét.

## A csata lefolyása
Szeptember 8-ának reggelén köd ülte meg a tájat. Az oroszok hadrendben maradtak, kürtszóval tartva a szárnyak közötti kapcsolatot. Dmitrij fejedelem lovon végigjárta a vonalakat. Tizenegy óra körül felszállt a köd és délre megérkeztek a csatamezőre a tatárok.  
Az elővédek kisebb összetűzései után a csata a két fél bajnokának párbajával kezdődött. A tatár Cselubej (vagy Temür bej) és az orosz harcos szerzetes Alekszandr Pereszvet lóháton, kopjával rontott egymásnak. Mindketten azonnal meghaltak, de míg a tatár kiesett a nyeregből, Pereszvet a lova hátán maradt. Ezután az elővédek összecsapásával megkezdődött a csata. Dmitrij Ivanovics eleinte az elővédnél tartózkodott, aztán visszahúzódott a fősereghez és ott ruhát és lovat cserélt a moszkvai Mihail Brenkkel, aki így magára vonva az ellenség figyelmét, később a nagyfejedelem zászlaja alatt elesett.
Az elővédek megsemmisítése után a középső főerők rontottak egymásnak. Hosszú ideig elkeseredett küzdelem zajlott, ahol egyik fél sem bírt a másikkal. A krónika szerint a lovak már kénytelenek voltak az elesettek tetemén tapodni. Az orosz jobbszárny jól tartotta az arcvonalat, de a balszárnyra nagy súllyal nehezedett a tatár létszámfölény amit egy darabig feltartottak, majd meginogtak és menekülésnek eredtek a hátuk mögött levő Nyeprjadva irányába. Az üldöző tatárok már veszélyeztették a kétségbeesetten küzdő orosz fősereg oldalát.
A tölgyfaligetben rejtőző lesvető csapat vezetője, Bátor Vlagyimir már korábban az ellenségre akart rontani, de Bobrok visszatartotta. Ebben a pillanatban azonban megindultak és hátbakapták a diadalmasan előrerontó tatárokat. A meglepett tatár jobbszárny teljesen szétesett és menekülni kezdtek. Az egész tatár arcvonal megingott, Mamaj pedig kíséretével együtt már ekkor elmenekült. Nem voltak tartalékai amivel egy ilyen esetben megerősíthette volna az arcvonalát és hamarosan az egész sereg megfordult és elmenekült a csatából.
A lesvető orosz csapat 50 versztán át a Kraszivaja Mecsa folyóig üldözte a menekülőket és számolatlan tömegben ölte le őket. Az üldözésből visszatérve Bátor Vlagyimir összegyűjtötte a szétszóródott oroszokat. Dmitrij nagyfejedelmet súlyosan megsebesülve, eszméletlen állapotban találták az erdőszélen egy nyírfa tövében.

## Az áldozatok száma
Az orosz krónikák erősen túlbecsülik az Arany Horda veszteségeit, 800 ezerre, sőt másfél millióra téve az elesett tatárok számát. Egyikük szerint Mamaj serege egykilencedével tért vissza a Krímre.
Egy moszkvai számlálás szerint több mint 500 bojár veszett oda (40 moszkvai, 40—50 szerpuhovi, 20 kolomnai, 20 perejaszlavli, 25 kosztromai, 35 vlagyimiri, 50 szuzdali, 50 Nyizsnyij Novgorod-i, 40 muromi, 30—34 rosztovi, 20-23 dmitrovi, 60—70 mozsajszki, 30—60 zvenyigorodi, 15 uglicsi, 20 halicsi, 13—30 novgorodi, 30 litván, 70 rjazanyi), a fiatalabbaknak pedig száma sincsen. Úgy vélik, hogy a csatában részt vett parancsnokok 60%-a esett el. Ahogyan a csapatok létszáma, az elesettek esetében is nagy az eltérés a becslések között: az 5-8 ezertől a 25-30 ezerig, de más csaták analógiája alapján a harcosok egyharmada halhatott meg az ütközetben.

## A csata után
A hazainduló sebesültek egy részét nyugaton a visszavonuló Jagelló hadai mészárolták le. Az észak felé, a Rjazanyi Fejedelemségen áthaladókat pedig a helybeli katonák rabolták ki. Egy évvel később azonban a rjazanyi fejedelem már hajlandó volt tatárellenes szövetséget kötni Dmitrij nagyfejedelemmel.
Szeptember 9. és 16. között eltemették a halottakat. Alakszandr Pereszvet és Cselubej holttestét együtt temették el Sztarij Szimonov templomában.
Dmitrij Ivanovicsot nagy ünnepléssel fogadták Moszkvában és Donszkoj (Doni) melléknevet kapta.

## Következmények
Mamajt még abban az évben meggyilkolták a Krímen. Bár az új kán, Toktamis 1382-ben megostromolta és felégette Moszkvát, főerőinek súlyos veresége tovább gyengítette az Arany Horda tekintélyét és katonai potenciálját és hozzájárult ahhoz, hogy 1395-ben vereséget szenvedjen Tamerlántól.
Az oroszok számára a győztes csata azt jelentette, hogy az egyesített fejedelemségek sikerrel szállhatnak szembe az idegen elnyomással és megerősítette a Moszkvai fejedelemség tekintélyét.
1852-ben a csata helyszínén emlékhelyet és emlékoszlopot állítottak. Az orosz pravoszláv egyház minden évben szeptember 21-én emlékezik a kulikovói csatára.

## Fordítás
- Ez a szócikk részben vagy egészben  a(z)   Куликовская битва című orosz Wikipédia-szócikk ezen változatának fordításán alapul.  Az eredeti cikk szerkesztőit annak laptörténete sorolja fel. Ez a jelzés csupán a megfogalmazás eredetét és a szerzői jogokat jelzi, nem szolgál a cikkben szereplő információk forrásmegjelöléseként.